# Deutscher Podcastpreis
Der Deutsche Podcastpreis (Eigenschreibweise Deutscher Podcast Preis oder kurz DPP) wurde 2020 von der Radiozentrale ins Leben gerufen, um herausragende deutschsprachige Podcasts auszuzeichnen. Die letzte Verleihung fand 2024 statt.

## Beteiligte und Verleihung
Die Radiozentrale, die Berliner Gattungsplattform der öffentlich-rechtlichen Rundfunkanstalten und des privaten Hörfunks, kooperierte für den Preis mit verschiedenen Partnern aus der Podcastbranche, wie zum Beispiel Plattformen, Produzenten, Vermarktern und Agenturen. Partner und Initiatoren waren beispielsweise 2023 die ARD Audiothek, Deutschlandradio, RTL+ Musik, Axel Springer, Amazon Music und die Amazon Tochter Audible. 2024 mussten die Podcaster erstmals ihre Podcasts einreichen, um teilnehmen zu können. Ende 2024 wurde bekanntgegeben, dass keine weitere Verleihung stattfinden würde, da es nicht gelungen sei „ausreichend Partner aus der Podcast-Szene für das Format“ zu gewinnen.

## Jury
Die Nominierten für den Deutschen Podcastpreis wurden von einer Jury ausgewählt, die aus Vertretern aus den Bereichen Medien, Kultur, Wissenschaft und Gesellschaft bestand. Die Jury bewertete die eingereichten Podcasts nach Kriterien wie Inhalt, Qualität, Originalität, Relevanz und Hörerbindung. Die Jury wählte außerdem den oder die Gewinner des Publikumspreises aus einer Shortlist von zehn Podcasts aus, über die zuvor von den Hörern online abgestimmt wurde.
Der Jury-Prozess des Deutschen Podcast Preises erfolgte in zwei Phasen: Nominierung und Prämierung. Eine Vorauswahl-Jury sondierte die Einreichungen in der Nominierungsphase und ermittelte durch ein Online-Abstimmungsverfahren die Nominierten in den insgesamt sechs Kategorien. Jede Kategorie war mit ausgewählten Experten der Audiobranche besetzt, die speziell für die jeweilige Kategorie bestimmt wurden. Die fünf Bestplatzierten wurden von der Fach-Jury als Nominierte pro Kategorie benannt und öffentlich bekanntgegeben. In der Prämierungsphase wurden die jeweils fünf Nominierten in den Kategorien dann in einer zweiten Bewertungsphase von einer Final-Jury nochmals diskutiert und Kategorie-übergreifend bewertet. Daraus resultierend wurden die Gewinner pro Kategorie ermittelt und bekanntgegeben. Der Preis wurde in verschiedenen Kategorien vergeben, die sowohl redaktionelle als auch technische Aspekte berücksichtigen. Die Kategorien werden regelmäßig angepasst.

## Preisträger

### 2020
| Kategorie                        | Name des Podcasts         | Podcaster/Verantwortliche                  |
| -------------------------------- | ------------------------- | ------------------------------------------ |
| Beste*r Newcomer*in              | Paardiologie              | Spotify, Charlotte Roche, Martin Keß-Roche |
| Bestes Skript / Beste*r Autor*in | Das allerletzte Interview | Spotify, Visa Vie                          |
| Beste journalistische Leistung   | ZEIT VERBRECHEN           | Zeit Online                                |
| Bestes Talk-Team                 | Paardiologie              | Spotify, Charlotte Roche, Martin Keß-Roche |
| Bester Interviewer               | Deutschland3000           | N-JOY, Eva Schulz                          |
| Beste Produktion                 | Talk-O-Mat                | Spotify Studios                            |
| Publikumspreis                   | Gemischtes Hack           | Felix Lobrecht, Tommi Schmitt              |

### 2021
| Kategorie                           | Name des Podcasts                                   | Podcaster/Verantwortliche     |
| ----------------------------------- | --------------------------------------------------- | ----------------------------- |
| Beste*r Newcomer*in                 | 1,5 Grad – der Klima-Podcast mit Luisa Neubauer     | Luisa Neubauer, Spotify       |
| Bestes Skript / Beste*r Autor*in    | 11 Leben – Die Welt von Uli Hoeneß                  | Max-Jacob Ost, Audio Alliance |
| Beste journalistische Leistung      | Oury Jalloh und die Toten des Polizeireviers Dessau | WDR 5 Tiefenblick             |
| Bestes Talk-Team                    | DRINNIES                                            | Giulia Becker, Chris Sommer   |
| Bester Interviewer                  | Alles gesagt?                                       | Zeit Online                   |
| Beste Produktion                    | Trauma Loveparade – 10 Jahre nach der Katastrophe   | Spotify Studios               |
| Bester Independent Podcast          | Unter freiem Himmel – Obdachlos in Berlin           | Schønlein Media               |
| Publikumspreis / Beste Unterhaltung | Gemischtes Hack                                     | Felix Lobrecht, Tommi Schmitt |

### 2022
| Kategorie                            | Name des Podcasts                               | Podcaster/Verantwortliche                     |
| ------------------------------------ | ----------------------------------------------- | --------------------------------------------- |
| Beste:r Newcomer:in                  | Kaulitz Hills – Senf aus Hollywood              | Bill Kaulitz, Tom Kaulitz, Spotify, Studio 71 |
| Bestes Skript / Beste:r Autor:in     | Wild Wild Web – Staffel 1: Die Kim Dotcom Story | BR                                            |
| Beste journalistische Leistung       | Cui Bono: WTF happened to Ken Jebsen?           | Studio Bummens, NDR, rbb, K2H                 |
| Bestes Talk-Team                     | DRINNIES                                        | Giulia Becker, Chris Sommer                   |
| Bester Interviewer                   | 11 Leben – Die Welt von Uli Hoeneß              | Max-Jacob Ost, Audio Alliance                 |
| Beste Produktion                     | Cui Bono: WTF happened to Ken Jebsen?           | Studio Bummens, NDR, rbb, K2H                 |
| Bester Independent Podcast           | DRINNIES                                        | Giulia Becker, Chris Sommer                   |
| Publikumspreis Comedy                | Hobbylos                                        | Rezo, Julien Bam, Spotify                     |
| Publikumspreis Lifestyle             | Samira & Serkan in Paradise – Das Nachspiel     | Samira Klampfl, Serkan Yavuz, Podimo          |
| Publikumspreis Nachrichten & Politik | Wall Street mit Markus Koch                     | Markus Koch                                   |
| Publikumspreis Wissen                | Der Kids.Doc – Mehr Gesundheit für dein Kind    | Dr. med. Vitor Gatinho, Gerrit Rüsken, Podimo |

### 2023
| Kategorie                            | Name des Podcasts                                       | Podcaster/Verantwortliche                        |
| ------------------------------------ | ------------------------------------------------------- | ------------------------------------------------ |
| Beste:r Newcomer:in                  | Kurt Krömer – Feelings                                  | Kurt Krömer                                      |
| Bestes Skript / Beste:r Autor:in     | Die Flut – Warum musste Johanna sterben?                | SWR, WDR                                         |
| Bestes Gespräch                      | Zeitkapsel – Irene, wie hast du den Holocaust überlebt? | Lonneke Liebmann, Milla Bessling, NDR Info, Funk |
| Beste Recherche                      | Die Flut – Warum musste Johanna sterben?                | SWR, WDR                                         |
| Bester Corporate Podcast             | Fangen wir an – Ideen für ein besseres Morgen           | Kristina Deininger, Penguin                      |
| Bester Independent Podcast           | SUCHT & SÜCHTIG – Staffel 2                             | Hagen Decker, John Cook                          |
| Publikumspreis Comedy                | Hobbylos                                                | Rezo, Julien Bam, Spotify                        |
| Publikumspreis Lifestyle             | Weird Crimes                                            | Visa Vie, Ines Anioli, Studio Bummens            |
| Publikumspreis Nachrichten & Politik | The Pioneer Briefing                                    | Gabor Steingart                                  |
| Publikumspreis Wissen                | Mordlust – Verbrechen und ihre Hintergründe             | Paulina Krasa, Laura Wohlers                     |

### 2024
| Kategorie                          | Name des Podcasts                            | Podcaster/Verantwortliche                                          |
| ---------------------------------- | -------------------------------------------- | ------------------------------------------------------------------ |
| Beste Innovation                   | Billion Dollar Apes – Kunst, Gier, NFTs      | Jasna Fritzi Bauer, Deutschlandfunk Kultur, ZDFkultur              |
| Bestes Skript                      | Teurer Wohnen                                | Detektor.fm, Radio Eins                                            |
| Bestes Gespräch                    | Telephobia – Dieser eine Anruf               | Bayerischer Rundfunk                                               |
| Bester Independent Podcast         | Wild & Fremd                                 | Ole Klein, Tore Klein                                              |
| Beste Audio-Produktion             | Scambit: Schach, Hype und Millionen          | Funk                                                               |
| Beste journalistische Leistung     | Boys Club                                    | Spotify Studios                                                    |
| Publikumspreis bester Ratgeber     | Der Kids.Doc – Mehr Gesundheit für dein Kind | Dr. med. Vitor Gatinho, Gerrit Rücken, Podimo                      |
| Publikumspreis beste Information   | Lage der Nation                              | Philip Banse, Ulf Buermeyer                                        |
| Publikumspreis beste Spannung      | MORD AUF EX                                  | Linn Schütze, Leonie Bartsch                                       |
| Publikumspreis beste:r Newcomer:in | Copa TS                                      | Tommi Schmitt, Studio Bummes                                       |
| Publikumspreis beste Unterhaltung  | Die Pochers! Frisch recycelt                 | Oliver Pocher, Amira Pocher, Alessandra Meyer-Wölden, RTL+, Podimo |

## Kritik
Der Deutsche Podcatspreis wurde unter anderem dafür kritisiert, dass große, kommerziell erfolgreiche Podcasts bevorzugt und kleine, unabhängige Podcasts vernachlässigt würden. Ebenso wurde die Intransparenz des Juryprozesses, der Einfluss großer Medienhäuser und der Ablauf der Nominierungen kritisiert.